# Volodymyr Levčenko
Volodymyr Maksymovyč Levčenko (in ucraino Володимир Максимович Левченко?; in russo Владимир Максимович Левченко?, Vladimir Maksimovič Levčenko; Kiev, 18 febbraio 1944 – 8 aprile 2006) è stato un calciatore sovietico dal 1991 ucraino, di ruolo difensore.

## Carriera

### Club
Durante la sua carriera ha giocato solo con la Dinamo Kiev, raggiungendo 142 presenze e 2 reti. La sua carriera si è interrotta a 27 anni a seguito di un incidente automobilistico.

### Nazionale
Conta 3 presenze con la Nazionale sovietica.

## Palmarès
- Coppa dell'URSS: 2

Dinamo Kiev: 1964, 1965-1966
- Campionato sovietico: 3

Dinamo Kiev: 1966, 1967, 1968